# Badminton bei den ASEAN University Games
Badminton gehört bei den ASEAN University Games zu den Sportarten, welche seit der Erstaustragung 1981 zu den Stammwettkämpfen gehören.

## Austragungen
| Jahr | Nr. | Austragungsort      | Datum                     |
| ---- | --- | ------------------- | ------------------------- |
| 1981 | 1   | Chiang Mai          |                           |
| 1982 | 2   | Jakarta             |                           |
| 1984 | 3   | Bangi               |                           |
| 1986 | 4   | Singapur            |                           |
| 1988 | 5   | Pattaya             |                           |
| 1990 | 6   | Bandung             |                           |
| 1992 | 7   | Shah Alam           |                           |
| 1994 | 8   | Singapur            |                           |
| 1996 | 9   | Bandar Seri Begawan |                           |
| 1999 | 10  | Bangkok             |                           |
| 2002 | 11  | Manila              |                           |
| 2004 | 12  | Surabaya            |                           |
| 2006 | 13  | Hanoi               | 16. bis 22. Dezember 2006 |
| 2008 | 14  | Kuala Lumpur        | 11. bis 21. Dezember 2008 |
| 2010 | 15  | Chiang Mai          | 15. bis 23. Dezember 2010 |
| 2012 | 16  | Vientiane           | 12. bis 20. Dezember 2012 |
| 2014 | 17  | Palembang           | 11. bis 21. Dezember 2014 |
| 2016 | 18  | Singapur            | 10. bis 19. Juli 2016     |
| 2018 | 19  | Naypyidaw           | 10. bis 19. Dezember 2018 |
| 2022 | 20  | Ubon Ratchathani    | 26. bis 31. Juli 2022     |
| 2024 | 21  | Malang              | 23. Juni bis 2. Juli 2024 |

## Die Sieger
| Jahr      | Herreneinzel                  | Dameneinzel              | Herrendoppel                                    | Damendoppel                                 | Mixed                                         | Team (M)    | Team (F)   |
| --------- | ----------------------------- | ------------------------ | ----------------------------------------------- | ------------------------------------------- | --------------------------------------------- | ----------- | ---------- |
| 1981 2006 | keine Daten                   | keine Daten              | keine Daten                                     | keine Daten                                 | keine Daten                                   | keine Daten |            |
| 2008      | Arif Abdul Latif              | Julia Wong Pei Xian      | Razif Abdul Latif Tan Wee Kiong                 | Amelia Alicia Anscelly Woon Khe Wei         | Tan Wee Kiong Woon Khe Wei                    | Malaysia    | Malaysia   |
| 2010      | Parinyawat Thongnuam          | Lindaweni Fanetri        | Andhika Anhar Wifqi Windarto                    | Keshya Nurvita Hanadia Komala Dewi          | Muhammad Rizky Delynugraha Richi Puspita Dili | Indonesien  | Indonesien |
| 2012      | Boonyakorn Thumphanichwong    | Tike Arieda Ningrum      | Razif Abdul Latif Cheah Liek Hou                | Aris Budiharti Dian Fitriani                | Razif Abdul Latif Chong Sook Chin             | Thailand    | Indonesien |
| 2014      | Iskandar Zulkarnain Zainuddin | Febby Angguni            | Arya Maulana Aldiartama Kevin Sanjaya Sukamuljo | Jongkolphan Kititharakul Rawinda Prajongjai | Mohd Lutfi Zaim Abdul Khalid Chow Mei Kuan    | Indonesien  | Indonesien |
| 2016      | Zulfadli Zulkiffli            | Sarita Suwannakitborihan | Trawut Potieng Nanthakarn Yordphaisong          | Chayanit Chaladchalam Phataimas Muenwong    | Agripina Prima Rahmanto Dian Fitriani         | Indonesien  | Thailand   |
| 2018      | Adulrach Namkul               | Supanida Katethong       | Amri Syahnawi Rian Swastedian                   | Ng Qi Xuan Anna Cheong Ching Yik            | Nur Mohd Azriyn Ayub Anna Cheong Ching Yik    | Thailand    | Malaysia   |
| 2022      | Faiz Rozain                   | Sri Fatmawati            | Reza Dwicahya Purnama Muhammad Nendi Novatino   | Teoh Le Xuan Yap Rui Chen                   | Dwiki Rafian Restu Elizabeth Jovita           | Malaysia    | Malaysia   |
| 2024      | Nachakorn Pusri               | Pornpicha Choeikeewong   | Wong Tien Ci Liew Xun                           | Atitaya Povanon Chasinee Korepap            | Wee Yee Hern Ng Qi Xuan                       | Thailand    | Thailand   |